# 贝孔德
贝孔德是德国莱茵兰-普法尔茨州的一个市镇。总面积3.81平方公里，总人口852人，其中男性436人，女性416人（2011年12月31日），人口密度224人/平方公里。